# Berg (livländisches Adelsgeschlecht)
Berg ist der Name eines ursprünglich baltischen Adelsgeschlecht.

## Geschichte
Die Familie soll aus Westfalen stammen, die Stammreihe beginnt in Livland um 1500 mit Otto von Berg. 1745 immatrikulierte sich das Geschlecht bei der estländischen Ritterschaft, 1747 auch bei der livländischen Ritterschaft.
Friedrich von Berg wurde 1849 in den österreichischen Grafenstand gehoben. 1856 erfolgte für ihn auch der finnländische Grafenstand, derselben Jahres auf seine Neffen Friedrich, Alexander und Georg von Berg übertragen wurde. Diese wurden bei der Grafenklasse der finnischen Ritterschaft 1857 introduziert (Nr. 11).
Die Familie nennt sich nach ihrem Stammgut auch Berg a.d.H. Kattentack und ist insbesondere von den ebenfalls im historischen Estland anzutreffenden Berg a.d.H. Carmel und den Berg a.d.H. Kandel zu unterscheiden. Diese beiden Geschlechter führen zwar ebenfalls einen schwarzen Adler im Schild, was eine Stammesverwandtschaft nicht ausschließt, jedoch ist diese nicht erwiesen. Neben Kattentack in der Wiek besaßen sie vor 1818 in Estland die Güter Jerwakant, Jöggis, Kaltenborn, Koik, Luist, Orrenhof, Pall, Pallifer, Stenhusen und Turpel.

## Wappen
Blasonierung: Der Schild des Stammwappens zeigt in Gold einen schwarzen Adlerflügel, begleitet von drei silbernen Sternen (2, 1); auf dem Helm, mit schwarz-goldenen und schwarz-silbernen Decken ein silberner Stern, zwischen einem offenen, rechts goldenen, links schwarzem Flug.

## Angehörige
- Magnus Johann von Berg (1719–1784), russischer General en chef
- Friedrich Reinhold von Berg (1736–1809), Landrat und Hofgerichtspräsident in Livland
- Friedrich Wilhelm Rembert von Berg (1794–1874), Generalgouverneur von Finnland und kaiserlich russischer Feldmarschall
- Burchard Magnus von Berg (1764–1738), russischer Generalleutnant
- Gregor von Berg (1765–1838), russischer General der Infanterie